# Smaïl Yefsah (métro d'Alger)
Smaïl Yefsah est une station de la ligne 1 du métro d'Alger actuellement en travaux et qui doit être mise en service à l'horizon 2026.

## Histoire
La station fait partie de l'extension B1  de la ligne 1 du métro d'Alger dont les travaux ont débuté en 2015. Le tunnelier atteint la station le 5 juin 2021. La station est située au cœur des tours de la cité Smaïl Yefsah de Bab Ezzouar. La cité et la station sont nommées d'après le journaliste Smaïl Yefsah assassiné le 18 octobre 1993 tout près de là.

Le chantier le 21 octobre 2021
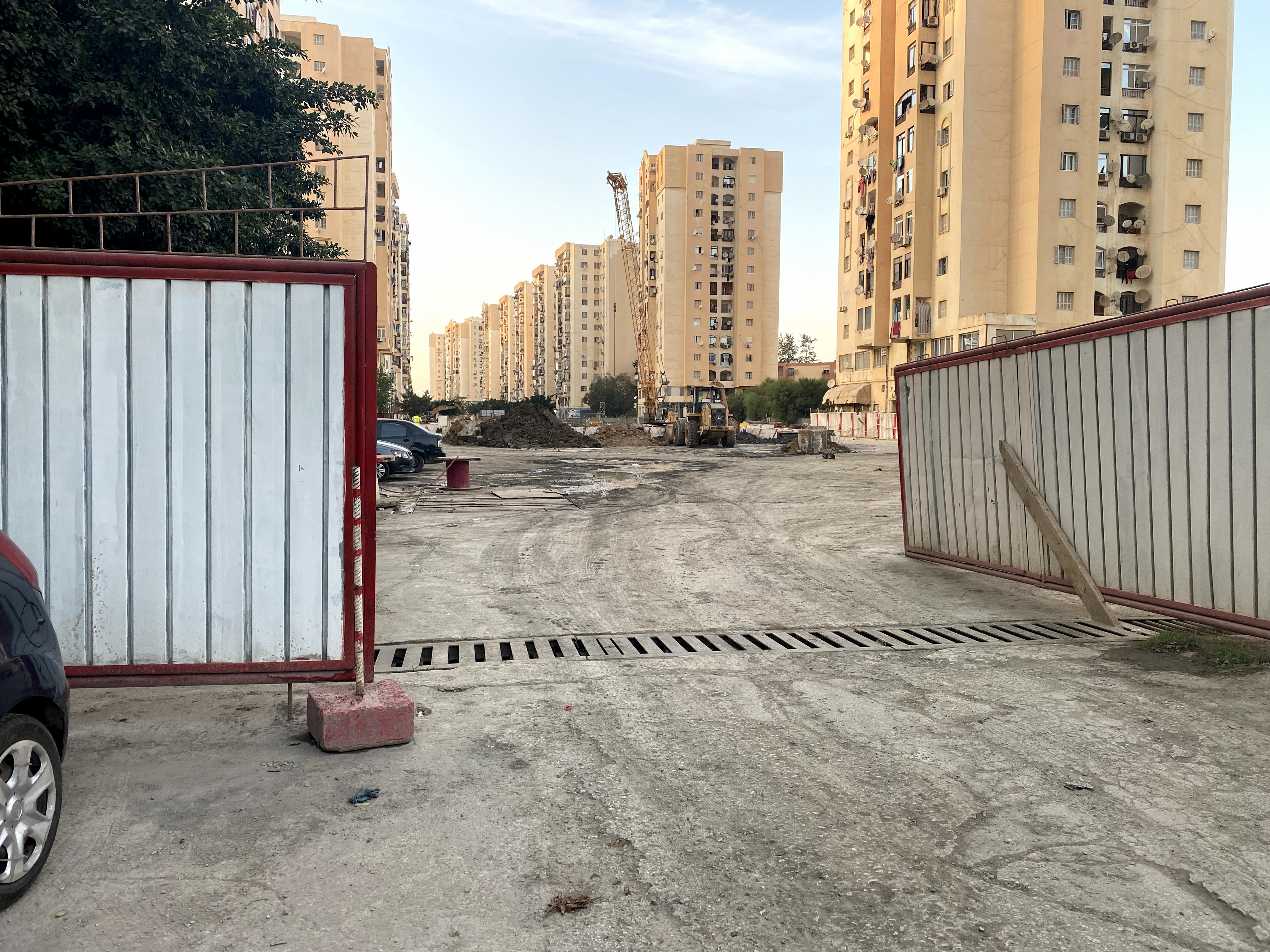
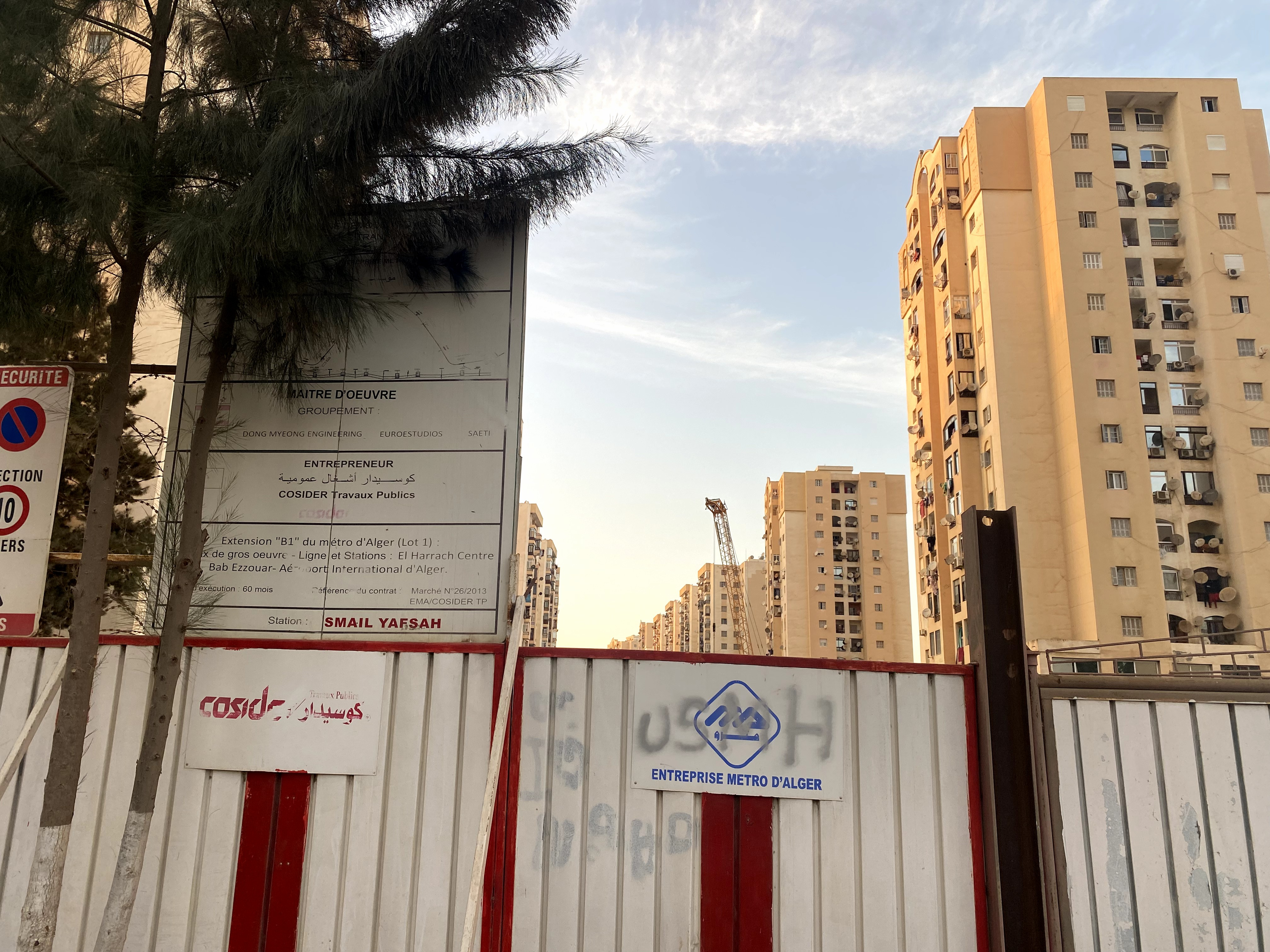
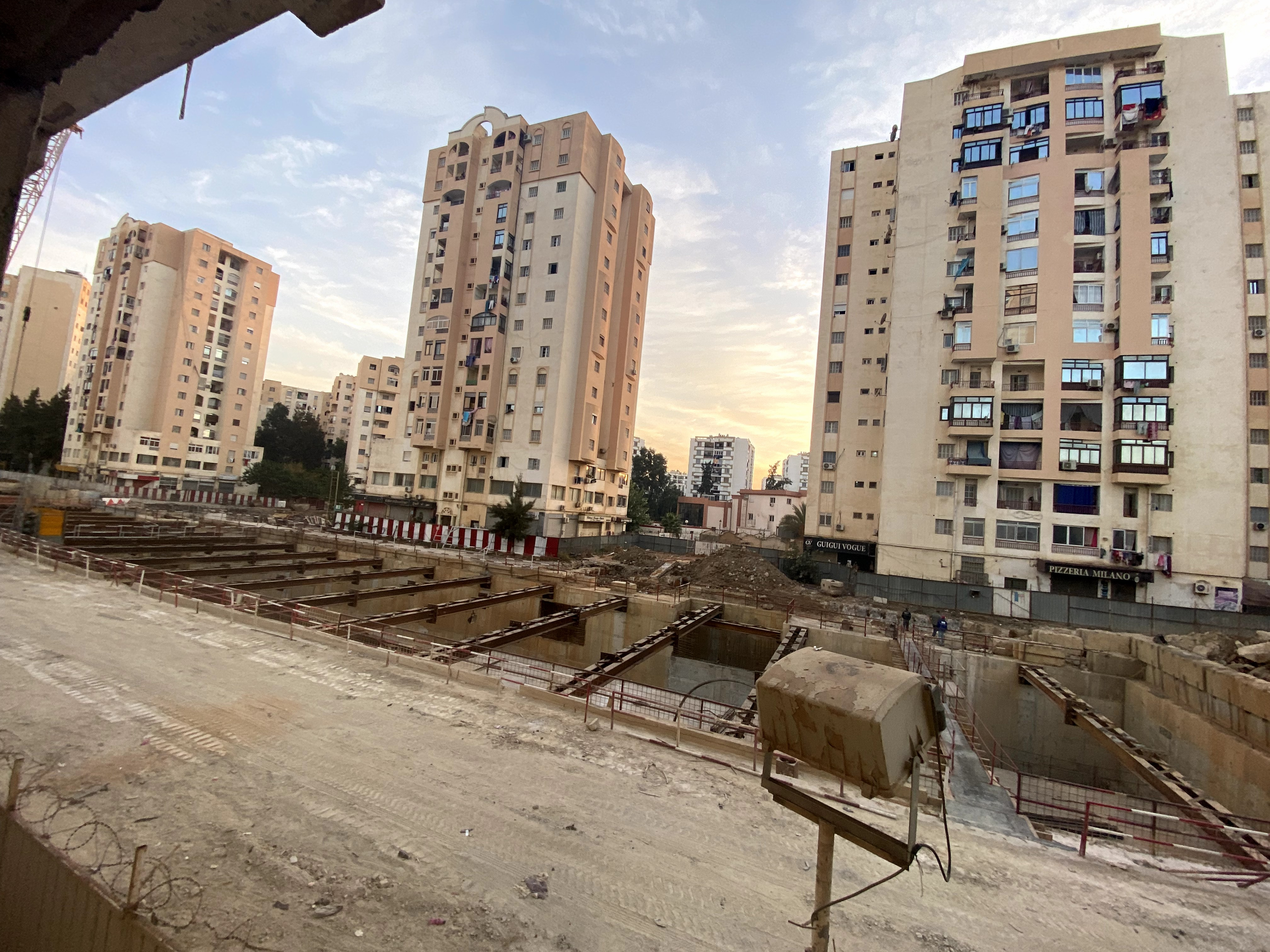

## Projets
Il est prévu qu'elle dispose de trois sorties et soit équipée d'un ascenseur pour les personnes à mobilité réduite.

## À proximité
- Université des sciences et de la technologie Houari-Boumédiène
- Centre de formation professionnelle et de l'apprentissage Ben Mahdi Lounas